# Brahmaea europaea
La bramea (Brahmaea (Acanthobrahmaea) europaea Hartig, 1963) è una farfalla endemica dell'Italia meridionale.
Nonostante le dimensioni cospicue è stata scoperta solo nel 1963 dall'entomologo altoatesino Federico Hartig. Benché sia abbastanza frequente in alcune località di volo, a causa dell'areale molto ristretto e dell'interesse che suscita nei collezionisti la specie è protetta da norme internazionali che ne vietano la raccolta e il commercio.

## Descrizione
L'apertura alare è di circa 60–65 mm nel maschio, 65–75 mm nella femmina. Quest'ultima si distingue anche per le antenne più brevemente bipettinate. Il disegno delle ali è molto variabile. 

## Ciclo vitale
Ogni femmina depone circa un centinaio di uova, che inizialmente sono di colore giallo brillante e successivamente diventano bruno violetto. Dopo circa due settimane nascono le larve che nel primo stadio sono gregarie. Completano lo sviluppo in quattro mute. Dopo ognuna di esse le protuberanze, caratteristiche della famiglia, si riducono progressivamente e scompaiono del tutto dopo l'ultima muta. L'incrisalidamento avviene nel terreno tra resti vegetali.

Distribuzione

## Biologia
La specie frequenta zone boscose da 300 a 800 m di altitudine. Gli adulti volano nelle prime ore della notte, dalla fine di marzo a metà aprile, e sono attratti dalle luci. Le larve sono state trovate principalmente su Fraxinus angustifolia,ma sono state osservate nutrirsi anche di Ligustrum vulgare e Phillyrea latifolia.

## Distribuzione e habitat
Scoperta inizialmente sul monte Vulture, è diffusa quasi esclusivamente in Basilicata, nella parte superiore delle valli dell'Ofanto, del Basento, del Bradano e del Salandrella. È stata trovata anche in località confinanti della Campania.
La riserva regionale Lago piccolo di Monticchio tutela questa specie.